# Geneseo (village, New York)
Pour les articles homonymes, voir Geneseo.
Geneseo est un village, siège du comté de Livingston, dans l'État de New York, aux États-Unis,. En 2010, il comptait une population de 8 031 habitants.

## Démographie
Lors du recensement de 2010, le village comptait une population de 8 031 habitants. Elle est estimée, en 2019, à 8 120 habitants.